# リチャード・ベッドフォード・ベネット
初代ベネット子爵リチャード・ベッドフォード・ベネット（Richard Bedford Bennett, 1st Viscount Bennett、1870年7月3日 - 1947年6月26日）は、カナダの政治家。保守党の党首を務め、1930年から1935年までカナダ首相の地位にあった。

## 生涯
1870年、ニューブランズウィック州アルバート郡のホープウェルに生まれた。教師、弁護士を経て、1909年よりアルバータ州の下院議員となり、1911年にカナダ連邦の下院議員となった。1921年に法相、1926年に財相を務め、1927年には保守党党首となった。1930年、マッケンジー・キング（自由党）から政権を奪い、第15代首相に就任した。
ベネットが政権を獲得した背景には、当時の世界恐慌に対する自由党政権への不満があった。ベネットは従来までの自由放任政策を批判し、雇用の創出を公約していた。政権獲得後は、「イギリス帝国」内での経済的な結びつきを強めようと、オタワ会議（帝国経済会議）を主導した。しかし、こうした試みも各国の足並みがそろわず、成功とはいえないものであった。
1935年より、アメリカ合衆国にならって、カナダ版の「ニューディール」に着手した。しかし、強権的な中央政府による経済統制は、州政府や民間企業の反発を招いた。それまでの不況対策がさほど実を結ばなかったこともあり、同年の選挙でマッケンジー・キングが政権を奪回した。こうして「ニューディール」は短期間で挫折した。
1938年に政界を引退したのち、イギリスに渡り、そのままイギリスに永住した。
1945年から1947年まで科学技術産業振興協会（王立技芸協会）会長を務めた。
1947年にサリー州のマイクルハムで死去した。